# Vikram Samvat
Vikram Sambat (tudi Vikram Samwat, Devnagari बिक्रम संवत, krajše "B.S.") je koledar, ki ga je ustanovil indijski cesar Vikramaditya. Ime izhaja iz cesarjevega imena in od sanskrtske besede Samvat, ki označuje 'koledarsko ero' ali 'koledar'. V Nepalu je to uradni koledar in se uporablja ob gregorijanskem koledarju in Nepal Sambat, avtohtonem nepalskem koledarju, ki je bil v uporabi pred Vikram Samvat (do ere Chandra Shamsher). 
Vikram Samvat je solarni koledar, osnovan na stari hindujski tradiciji (glej tudi Hindujski koledar in Vedsko računanje časa).
Leto B.S. se začne s prvim dnem meseca Baisakh, ki je običajno 13. ali 14. aprila. Koledar po številu let prehiteva za 56,7 let (tj. 56 let, 8 mesecev in 17 dni) glede na gregorijanskega, kar pomeni da se z aprilom začne [(leto naše ere)+57] leto B.S. - npr. leto 2076 B.S. se začne v aprilu 2019 naše ere in konča v aprilu 2020. Če je gregorijanski datum pred aprilom, se doda 56. Obratno, letom B.S. je treba odvzeti 57 v večjem delu B.S. za (april-december), oziroma 56 v zadnjih okoli 3,5 mesecih. 

## Meseci
| Št. | Ime      | Nepali Arhivirano 2009-05-22 na Wayback Machine. | Traja dni | Gregorijanski     |
| --- | -------- | ------------------------------------------------ | --------- | ----------------- |
| 1   | Baishākh | बैशाख                                              | 30 / 31   | april/maj         |
| 2   | Jeṭha    | जेठ                                               | 31 / 32   | maj/junij         |
| 3   | Asār     | असार                                              | 31 / 32   | junij/julij       |
| 4   | Sāun     | साउन                                              | 31 / 32   | julij/avgust      |
| 5   | Bhadau   | भदौ                                               | 31 / 32   | avgust/september  |
| 6   | Asoj     | असोज                                              | 30 / 31   | september/oktober |
| 7   | Kāttik   | कात्तिक                                             | 29 / 30   | oktober/november  |
| 8   | Mangsir  | मंसिर                                              | 29 / 30   | november/december |
| 9   | Push     | पुष                                               | 29 / 30   | december/januar   |
| 10  | Magh     | माघ                                               | 29 / 30   | januar/februar    |
| 11  | Phāgun   | फागुन                                              | 29 / 30   | februar/marec     |
| 12  | Chait    | चैत                                               | 30 / 31   | marec/april       |

## Izvor
Koledar se imenuje po kralju Vikramaditji iz Ujjaina. Po vzponu Ranov v Nepalu, je Vikram Sambat prišel v neuradno uporabo skupaj z uradnim Shaka Sambatom, kar je trajalo dalj časa. Shaka Sambat je bil prekinjen v njegovem letu 1823 in od tedaj se Vikram Samvat uradno uporablja, od svojega leta 1958 (1901/02 naše ere). Koledar se precej uporablja v zahodni Indiji. 

## Kultura
Novo leto po Vikram Sambatu je eden od mnogih festivalov u Nepalu in se slavi z zabavami, družinskimi srečanji, izmenjavo lepih želja in udeležbo v obredih za klicanje dobre sreče v naslednjem letu. 
Ta dan je pomemben tudi na širšem področju, ker se elementi B.S. koledarja uporabljajo v severni Indiji in državi Zahodna Bengalija. Koledar je istoveten bengalskemu koledarju, ki se uporablja v Bangladešu, novo leto se tam slavi pod imenom Pôhela Boishakh in je narodni praznik. Med hindujskimi skupnostmi se slavi začetek pomladi in konec žetvene sezone.
V približno istem mesecu (Baishakh) je tudi budistični praznik Vesak, ki spominja na rojstvo, razsvetljenje in smrt Gautame Bude in se v glavnem praznuje na prvo polno Luno v maju. V tem so vidne zgodovinske povezave bengalskega, hindujskega in teravadskega budističnega koledarja. 